# Spitball
Als Spitball, Spitter oder Mud ball, abgeleitet von den englischen Worten to spit für „spucken“ und mud für „Schmutz“, wird im Baseball-Sport ein Wurf bezeichnet, bei dem der Spielball vom Pitcher (Werfer) durch Anfeuchten mit Speichel oder Wasser beziehungsweise das Anbringen von Vaselin, Kautabak oder ähnlichen Substanzen manipuliert wurde. Auch Maßnahmen wie das Aufrauen der Balloberfläche und das Anbringen von Schnitten und Kratzern werden zum Teil unter diesem Begriff zusammengefasst, auch wenn dafür Bezeichnungen wie Emery ball beziehungsweise Cut ball gebräuchlich sind.
Ziel dieser Veränderungen ist es vor allem, das Gleichgewicht des Balls zu beeinflussen, indem er an der manipulierten Stelle leichter oder schwerer wird beziehungsweise einen veränderten Luftwiderstand aufweist. Zusammen mit einer entsprechenden Wurftechnik führt dies zu einem unregelmäßigen und damit für den Batter (Schlagmann) schwer einschätzbarem Flugverhalten des Balls. Ein Spitball verschafft dem Pitcher damit einen regelwidrigen Vorteil gegenüber dem Batter. Demgegenüber hat ein als Dry spitter bezeichneter Wurf eine mit einem Spitball vergleichbare unregelmäßige Flugbahn, die allerdings wie beispielsweise beim Knuckleball ausschließlich durch die Wurftechnik zustande kommt und somit nicht regelwidrig ist.

## Geschichte
In der Anfangszeit des Baseballsports und während der Zunahme seiner Popularität in den Vereinigten Staaten in der zweiten Hälfte des 19. Jahrhunderts waren Spitballs zunächst nicht verboten. Während dieser Zeit verbreitete Methoden waren neben dem Anspucken des Balls auch das Anbringen von Schmutz und Kautabak, um neben der Beeinflussung der Flugbahn auch die Sichtbarkeit des Balls für den Batter zu beeinträchtigen. Die Zulässigkeit von Spitballs war in der sogenannten Deadball-Ära im frühen 20. Jahrhundert einer von mehreren Gründen für die sehr geringe Zahl an Home Runs und die dementsprechend niedrigen Spielergebnisse.
In der Saison 1920 wurde dann das Recht, Bälle entsprechend zu manipulieren, auf maximal zwei Pitcher pro Mannschaft beschränkt, in der folgenden Spielzeit wurden Spitballs grundsätzlich verboten. Ausnahmen gab es nur für insgesamt 17 aktive Spieler, welche bis zum Ende ihrer Karriere weiterhin Spitballs werfen durften. Trotz des seitdem auf allen Amateur- und Profiebenen bestehenden Verbots gab es auch in späteren Jahren wiederholt Pitcher, die mittels verschiedener Tricks weiterhin versuchten, den Spielball entsprechend zu manipulieren. Die 1974 erschienene Autobiografie des Pitchers Gaylord Perry trug beispielsweise bezeichnenderweise den Titel „Me & The Spitter“ (Ich und der Spitball).
Der Tod von Ray Chapman am 16. August 1920, der während eines Spiels zwischen den Cleveland Indians und den New York Yankees von einem Ball am Kopf getroffen wurde, war möglicherweise die Folge eines absichtlich verschmutzten Spitballs. Chapman wich Augenzeugenberichten zufolge dem ankommenden Ball nicht aus und hatte diesen somit wahrscheinlich nicht gesehen. Er und Michael Riley „Doc“ Powers sind bis in die Gegenwart die einzigen professionellen Baseballspieler, die an den Folgen einer Spielverletzung starben.